# Першуткин, Николай Иванович
Николай Иванович Першуткин (род. 5 февраля 1949, с. «Соревнование», Ефремовский район, Тульская область, РСФСР, СССР) — советский и российский деятель органов внутренних дел. Начальник Главного управления обеспечения общественного порядка МВД России с октября 2000 по сентябрь 2001. Начальник Департамента охраны общественного порядка МВД России с 15 февраля 2005 по 24 сентября 2007. Генерал-полковник милиции (2006).

## Биография
Родился 5 февраля 1949 в совхозе «Соревнование» Ефремовского района Тульской области.
С 1968 по 1970 проходил срочную службу в рядах Вооружённых сил СССР.
С июня 1970 в органах внутренних дел. Начал службу в должности милиционера, затем был командиром отделения и взвода. Окончил Академию МВД СССР.
С 1977 по 1980 — инспектор, старший инспектор Управления охраны общественного порядка ГУВД Москвы.
С 1980 по 1990 — начальник отдела охраны общественного порядка, заместитель начальника Красногвардейского РУВД Москвы.
В 1990 — начальник отдела по паспортной работе ГУООП МВД РСФСР.
С 1990 по 1991 — заместитель начальника отдела — начальник 2 подотдела отдела паспортной работы и ВИР Службы общественной безопасности МВД РСФСР.
С 1991 по 1992 — заместитель начальника отдела — начальник 2 подотдела отдела ВИР и паспортной работы Службы милиции общественной безопасности МВД РСФСР.
В 1992 — начальник отдела по реализации законодательства о гражданстве управления виз и регистрации МВД России, начальник отдела разрешительной системы Главного управления обеспечения общественного порядка (ГУООП) МВД России.
С 1992 по 1994 — начальник отдела, заместитель начальника управления ГУООП МВД России.
С 1994 по 2000 — заместитель начальника Главного управления — начальник управления лицензионно-разрешительной работы ГУООП МВД России.
Неоднократно выезжал в служебные командировки на территорию Северо-Кавказского региона для выполнения особых заданий, участник боевых действий.
С октября 2000 по сентябрь 2001 — начальник Главного управления обеспечения общественного порядка МВД России.
С сентября 2001 по 15 февраля 2005 — заместитель начальника Службы общественной безопасности МВД России.
С 15 февраля 2005 по 24 сентября 2007 — начальник Департамента охраны общественного порядка МВД России.
Указом Президента Российской Федерации в 2006 присвоено специальное звание «генерал-полковник милиции».
После отставки из органов внутренних дел занимается патриотическим воспитанием молодёжи, заместитель председателя совета ветеранов ГУОООП МВД России, возглавляет Совет ветеранов Главного управления государственного контроля и лицензионно-разрешительной работы Росгвардии. Председатель Технического комитета при Росстандарте по стандартизации «Охранная деятельность». Также является членом Исполкома Российского футбольного союза.

## Семья
Женат. Сын — руководитель частного охранного предприятия «Родон», одного из крупнейших агентств на рынке услуг безопасности.

## Награды
- Орден «За заслуги перед Отечеством» IV степени
- Орден «Знак Почёта»
- Медаль «За отличную службу по охране общественного порядка»
- Нагрудный знак «За достижения в культуре» (2004)